# Fête du livre du Var
La Fête du livre du Var est un salon qui se déroule tous les ans sur la place d'Armes à Toulon pendant 3 jours. Ce salon date de 1980.
Il a accueilli 55 000 personnes en 2009.